# The Diving Board
The Diving Board es el trigésimo primer álbum de estudio del músico británico Elton John, publicado por la compañía discográfica Mercury Records el 13 de septiembre de 2013.
El disco, el primero de Elton John en siete años, fue producido por el cantautor y productor estadounidense T-Bone Burnett, y fue compuesto por John con el letrista Bernie Taupin en dos días. El álbum también ha sido prensado en formato LP (doble) de 180 gramos.

## Lista de canciones
Todas las canciones escritas y compuestas por Elton John y Bernie Taupin. 
| N.º | Título                                       | Duración |  |
| 1.  | «Oceans Away»                                | 4:00     |  |
| 2.  | «Oscar Wilde Gets Out»                       | 4:35     |  |
| 3.  | «A Town Called Jubilee»                      | 4:29     |  |
| 4.  | «The Ballad of Blind Tom»                    | 4:12     |  |
| 5.  | «Dream #1» (Interludio instrumental)         | 0:39     |  |
| 6.  | «My Quicksand»                               | 4:46     |  |
| 7.  | «Can't Stay Alone Tonight»                   | 4:48     |  |
| 8.  | «Voyeur»                                     | 4:16     |  |
| 9.  | «Home Again»                                 | 5:01     |  |
| 10. | «Take This Dirty Water»                      | 4:24     |  |
| 11. | «Dream #2» (Interludio instrumental)         | 0:43     |  |
| 12. | «The New Fever Waltz»                        | 4:38     |  |
| 13. | «Mexican Vacation (Kids in the Candlelight)» | 3:33     |  |
| 14. | «Dream #3» (Interludio instrumental)         | 1:36     |  |
| 15. | «The Diving Board»                           | 5:55     |  |

| Temas extra (edición deluxe) |                                                                                 |          |  |
| N.º                          | Título                                                                          | Duración |  |
| 16.                          | «Candlelit Bedroom»                                                             | 4:13     |  |
| 17.                          | «Home Again» (En directo desde Capitol Studios)                                 | 5:19     |  |
| 18.                          | «Mexican Vacation (Kids in the Candlelight)» (En directo desde Capitol Studios) | 4:27     |  |
| 19.                          | «The New Fever Waltz» (En directo desde Capitol Studios)                        | 4:42     |  |

| DVD: Live from Capitol Recording Studios (edición deluxe) |                                              |          |  |
| N.º                                                       | Título                                       | Duración |  |
| 1.                                                        | «T-Bone Burnett introduction»                |          |  |
| 2.                                                        | «The New Fever Waltz»                        |          |  |
| 3.                                                        | «Mexican Vacation (Kids in the Candlelight)» |          |  |
| 4.                                                        | «Home Again»                                 |          |  |
| 5.                                                        | «Behind The Diving Board with Elton John»    |          |  |
| 6.                                                        | «Closing credits»                            |          |  |

| Edición limitada de Target.com |                                                                                 |          |  |
| N.º                            | Título                                                                          | Duración |  |
| 1.                             | «Oceans Away»                                                                   | 3:57     |  |
| 2.                             | «Oscar Wilde Gets Out»                                                          | 4:35     |  |
| 3.                             | «A Town Called Jubilee»                                                         | 4:29     |  |
| 4.                             | «The Ballad of Blind Tom»                                                       | 4:12     |  |
| 5.                             | «Dream No. 1» (Interludio instrumental)                                         | 0:39     |  |
| 6.                             | «My Quicksand»                                                                  | 4:46     |  |
| 7.                             | «Can't Stay Alone Tonight»                                                      | 4:48     |  |
| 8.                             | «Voyeur»                                                                        | 4:16     |  |
| 9.                             | «Home Again»                                                                    | 5:01     |  |
| 10.                            | «Take This Dirty Water»                                                         | 4:24     |  |
| 11.                            | «Dream No. 2» (Interludio instrumental)                                         | 0:43     |  |
| 12.                            | «The New Fever Waltz»                                                           | 4:38     |  |
| 13.                            | «Mexican Vacation (Kids in the Candlelight)»                                    | 3:33     |  |
| 14.                            | «Dream No. 3» (Interludio instrumental)                                         | 1:36     |  |
| 15.                            | «The Diving Board»                                                              | 5:55     |  |
| 16.                            | «Candlelit Bedroom»                                                             | 4:13     |  |
| 17.                            | «Gauguin Gone Hollywood»                                                        | 4:18     |  |
| 18.                            | «5th Avenue»                                                                    | 4:22     |  |
| 19.                            | «Home Again» (En directo desde Capitol Studios)                                 | 5:19     |  |
| 20.                            | «Mexican Vacation (Kids in the Candlelight)» (En directo desde Capitol Studios) | 4:27     |  |
| 21.                            | «The New Fever Waltz» (En directo desde Capitol Studios)                        | 4:42     |  |